# Anna Szweykowska
Anna Szweykowska, z domu Karyszkowska (ur. 18 grudnia 1923 w Wilnie, zm. 31 października 2010 w Krakowie) – polska historyk sztuki specjalistka od polskiej kultury muzycznej XVI - XVIII wieku.

## Życiorys
Studiowała filologię polską na Uniwersytecie Jagiellońskim. W 1977 roku uzyskała doktorat na UJ pod kier. Tadeusza Ulewicza na podstawie pracy o przedstawieniach dramatycznych na dworze Wazów.
W latach 1950–1958 pracowała jako redaktor w Polskim Wydawnictwie Muzycznym w Krakowie. Od 1955 roku rozpoczęła współpracę z Zygmuntem Szweykowskim w dziedzinie dokumentacji staropolskiej kultury muzycznej oraz badań muzyki włoskiego renesansu i baroku. Brała udział w stypendiach naukowo-badawczych oraz konferencjach naukowych głównie we Włoszech i Wielkiej Brytanii.
W swej pracy badawczej zajmuje się głównie historią staropolskiej kultury teatralnej widowiskom dramatycznym i baletowym jej powiązaniami z kulturą włoską. Dokonała szeregu przekładów z włoskiego prac teoretyczno-muzycznych mających podstawowe znaczenie w interpretacji stylistyki i techniki wykonawczej renesansu i baroku.

## Wybrane wydawnictwa
- 1976 - Dramma per musica w teatrze Wazów 1635-1648 (praca doktorska)
- 1981 - Wenecki teatr modny[4]

we współpracy Zygmuntem Szweykowskim: 	
- 1992 - Między kunsztem a ekspresją tom I i II[5]
- 1997 - Włosi w kapeli królewskiej polskich Wazów[6]
- 1997 - Jak realizować basso continuo
- 2000 - Historia muzyki w XVII wieku. Muzyka we Włoszech. I Pierwsze zmiany tom I i II III i V